# Angeline Flor Pua
Angeline Flor Pua (17 april 1995) werd verkozen tot Miss België 2018. Ze studeerde af als piloot aan het BAFA. Vandaar gaat ze ook gekend onder de naam 'Flying Angel'. Flor Pua is ook actief als influencer en model.

## Biografie
Flor Pua is afkomstig uit het  Antwerpse Borgerhout. Ze is een dochter van Filipijnse ouders die elkaar in België  hebben leren kennen.
In 2016 werd Flor Pua in Wenen gekroond tot Miss Filipina Europe 2016.

## Miss België 2018
Op 13 januari 2018 werd Flor Pua tijdens een rechtstreekse uitzending op AB3 en  FOX vanuit het Proximus Theater in De Panne gekroond tot Miss België 2018. Eerder werd ze ook Miss Antwerpen 2018. Met haar titel volgde ze Miss België 2017 Romanie Schotte op. Tijdens haar regeerperiode slaagde Flor Pua voor haar vliegbrevet.
Op 8 december 2018 nam Flor Pua deel aan de Miss World-verkiezing in China, maar strandde in de top 30.
Een jaar later, op 8 december 2019, nam Flor Pua deel aan de Miss Universe-verkiezing in Atlanta, Verenigde Staten, maar geraakte niet door de voorrondes.